# 韓国取引所
株式会社韓国取引所（かぶしきがいしゃかんこくとりひきじょ、朝鮮語：한국거래소, 英語：Korea Exchange (KRX)）は、証券および派生商品の公正な価格形成、円滑な売買、および効率的な市場管理を目的に設立された金融委員会傘下委託執行型準政府機関である。2005年1月27日、既存の韓国証券取引所、韓国先物取引所、コスダック証券市場、コスダック委員会など4つの機関が統合されて設立された。本社社屋は釜山広域市南区門峴金融路40(門峴洞、釜山国際金融センター)に位置している。

## 概要
韓国唯一の証券取引所である。取引時間は2016年8月以降、午前9時から午後3時半まで。
本社は釜山広域市南区門峴金融団地の釜山国際金融センター(BIFC)に所在する。また証券取引部門およびコスダック部門の事務所をソウルに有する。

## 歴史
1990年代以降、世界の証券派生商品市場では国際的な競争が激しくなり始めた。 規制緩和、投資家の機関化、金融商品の証券化、国際的な資本自由化現象がその主な原因であった。さらに、情報通信技術の発展に支えられ、米国を中心にATS(Alternative Trading System)やECN(Electronic Communications Network)のような小型取引所が登場して証券市場を蚕食し、取引所間の競争がさらに高まった。このような競争に対応して、全世界的に取引所は市場統合、戦略的提携、取引所持分の譲渡･交換などを通じた競争力強化に乗り出し、そのために組織形態を株式会社に転換し、企業公開も推進するようになった。
韓国においても資本市場の国際競争力強化のために効率的な市場構造が用意されなければならないという認識が広がり、証券取引所、コスダック市場、先物市場の単一運営主体として、株式会社形態の統合取引所設立の必要性が提起された。これを主要内容とする証券先物市場先進化推進方案が2003年8月に発表され、2004年1月に韓国証券先物取引所法(한국증권선물거래소법)が制定された。
2005年1月、韓国証券先物取引所法に基づき、既存の3つの直物・先物取引所（韓国証券取引所、韓国先物取引所、コスダック）を統合して株式会社韓国証券先物取引所(주식회사 한국증권선물거래소)が設立された。釜山に本社を置いたのは、全国土のバランスの取れた発展や、地方分権化を意識したためと考えられている。
2009年2月4日には「資本市場と金融投資業に関する法律(자본시장과 금융투자업에 관한 법률)」が施行され、現在の名称である「韓国取引所」に変更された。各市場の名称も「有価証券市場（Stock Market）」が「KRX有価証券市場（KRX KOSPI Market）」に、「コスダック市場(KOSDAQ Market)」が「KRXコスダック市場(KRX KOSDAQ Market)」に、「先物市場（Futures Market）」が「KRX派生商品市場（KRX Derivatives Market）」に変わった。旧有価証券・先物取引所は現在KRXの業務部門（証券取引部門（KSE）、コスダック部門、先物取引部門）として運営されている。
2013年には、証券取引の活性化を目的とした規制緩和の一環として、韓国取引所以外にも複数の取引所を設立することが認められた。これに伴い韓国取引所は、2015年に公共機関としての指定を解除され、民間企業となった。しかし国政監査等において、民間企業転換後も韓国取引所による市場の独占状態が続いていることが指摘されている。
2015年5月22日、持続可能な証券取引所イニシアチブに加盟。
2017年4月1日時点で2,134社が上場している。

## 構成
証券取引市場部門、コスダック市場部門、派生(デリバティブ)商品取引市場部門、経営戦略部門、市場監視部門およびグローバルITビジネス部門の6つの傘下部門から構成されている。

## 取引商品
韓国証券取引所（KSE）
- 株式
- 債券
- ETF
- ELW
- REIT

コスダック（KOSDAQ）
- 株式

韓国先物取引所（KOFEX）
- 株価指数・・・KOSPI200先物、KOSTAR先物、KOSPI200オプション
- SSF
- エクイティオプション
- 金利商品・・・3年物KTB先物、5年物KTB先物、10年物KTB先物
- 外国為替証拠金取引・・・USD/KRW先物、JPY/KRW先物、EUR/KRW先物、USD/KRWオプション
- コモディティ・・・金先物、金ミニ先物、豚赤身肉先物